# RNA-verdenshypotesen
RNA-verdenshypotesen er tanken om at det første liv på Jorden var baseret udelukkende på ribonukleinsyre (RNA), snarere end deoxiribonukleinsyre (DNA), RNA og proteiner som nutidens livsformer.
Spørgsmålet om hvordan den første celle blev dannet ud fra enkle organiske molekyler er endnu ikke besvaret, men der findes mange hypoteser. En del af disse antager at nukleinsyre opstod tidligt - "generne først" - mens andre antager at de de biokemiske reaktioner kom først, "metabolismen først". Det findes herudover hybridmodeller, som kombinerer dele af begge varianter. RNA kan både opbevare genetisk information, på samme måde som DNA, og katalysere kemiske reaktioner på samme måde som proteinbaserede enzymer, jvf. ribozymer. RNA kan derfor have haft hovedrollen i de livsformer, der fandt sted i de første celler.